# 第55回ブルーリボン賞 (鉄道)

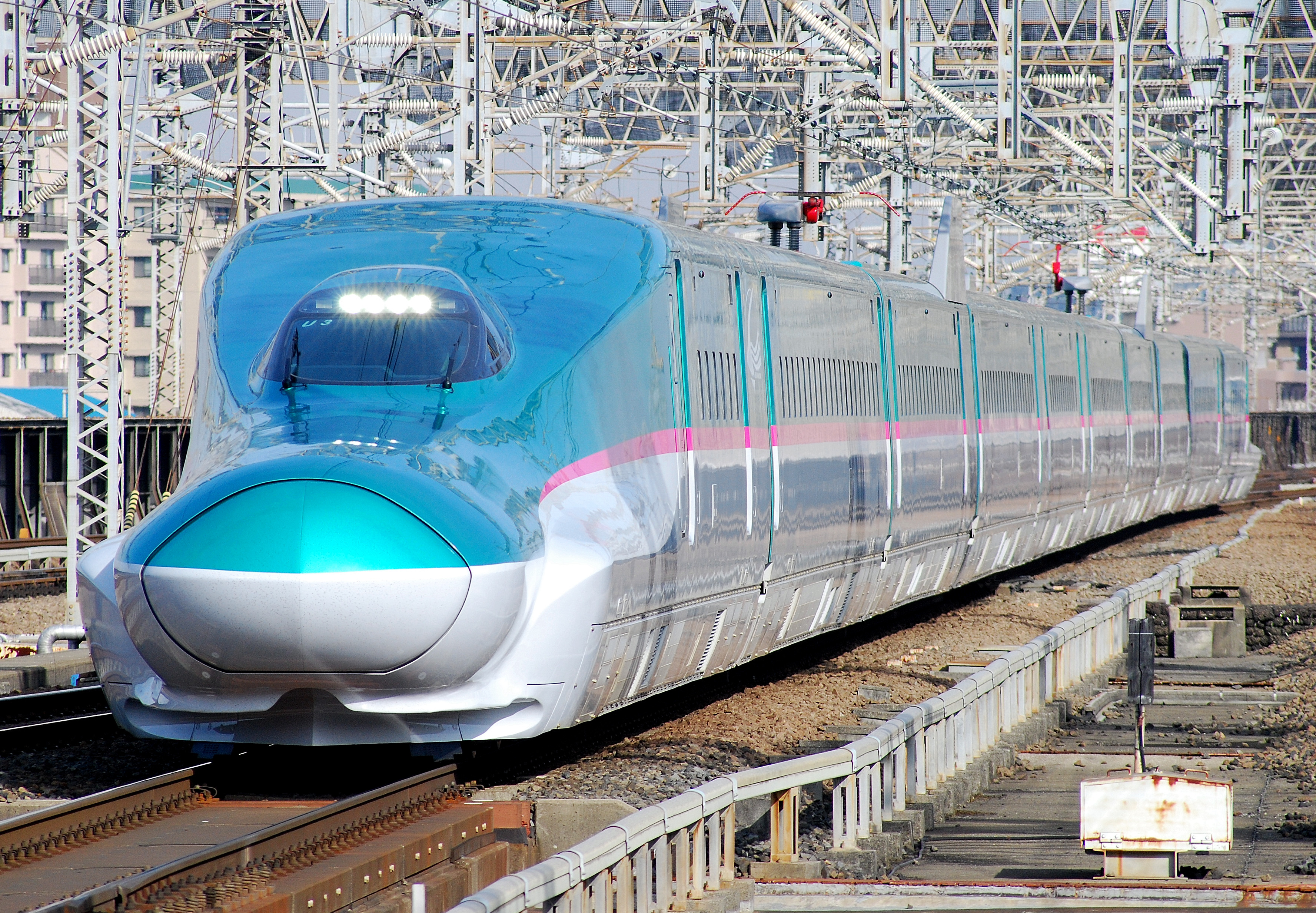
第55回ブルーリボン賞
JR東日本E5系新幹線電車

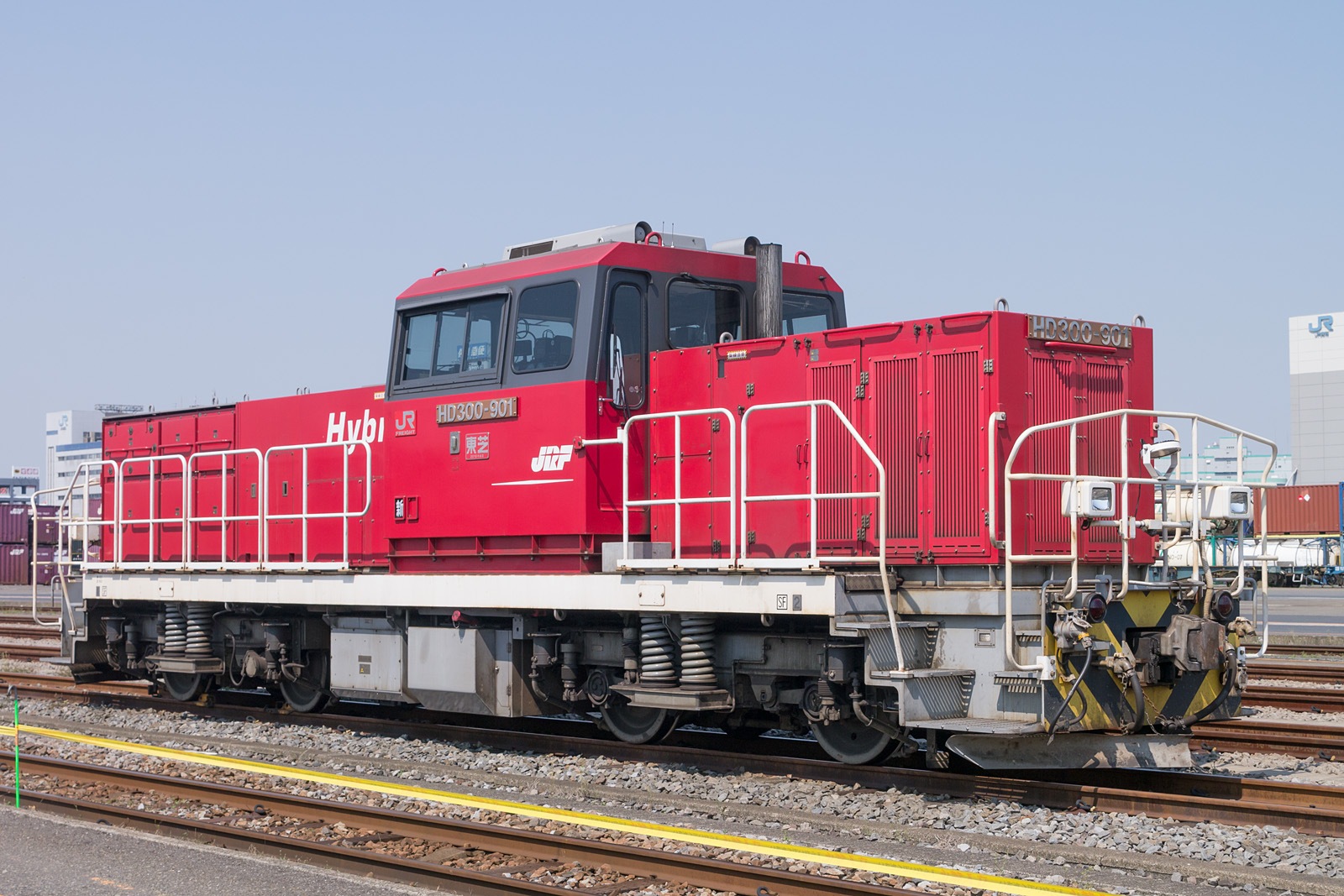
第52回ローレル賞
JR貨物HD300形ハイブリッド機関車

第55回ブルーリボン賞（だい55かいブルーリボンしょう）は、2012年に鉄道友の会が選定したブルーリボン賞である。本項では、第52回ローレル賞（だい52かいローレルしょう）についても併せて記す。

## 概要
日本国内で使用する鉄道・軌道車両のうち、2011年1月1日から12月31日までの間に日本国内で営業運転に就いた新形式車両またはそれとみなせる車両で、候補車両決定の時点で現に営業をしていることを概ねの要件とする選定候補車両9車種のなかから、ブルーリボン賞・ローレル賞各1形式が選定された。

## 選定車両

### ブルーリボン賞
- 東日本旅客鉄道 E5系新幹線電車

### ローレル賞
- 日本貨物鉄道 HD300形ハイブリッド機関車900番台

## 候補車両
鉄道友の会ブルーリボン賞・ローレル賞選考委員会が、候補車両とした10車種。  
| 会社名         | 車両形式                             |
| -------------- | ------------------------------------ |
| 東日本旅客鉄道 | E5系新幹線電車                       |
| 日本貨物鉄道   | HD300形ハイブリッド機関車（900番台） |
| 日本貨物鉄道   | タキ1200形貨車                       |
| 横浜新都市交通 | 2000形電車                           |
| 黒部峡谷鉄道   | 3100形客車                           |
| 東海旅客鉄道   | キハ25形気動車                       |
| 西日本旅客鉄道 | JR西日本287系電車                    |
| 近畿日本鉄道   | 26000系電車（リニューアル車）        |
| 南海電気鉄道   | 12000系電車                          |
| 長崎電気軌道   | 5000形電車                           |